# Demjata
Demjata (em húngaro: Deméte) é um município da Eslováquia, situado no distrito de Prešov, na região de Prešov. Tem 11,5 km² de área e sua população em 2018 foi estimada em 1.086 habitantes.

## Demografia
| Ano:        | 1994 | 2004   | 2014   | 2024   |
| ----------- | ---- | ------ | ------ | ------ |
| Broj ljudi: | 987  | 1072   | 1076   | 1086   |
| Razlika:    |      | +8,61% | +0,37% | +0,92% |

| Ano:               | 2023 | 2024   |
| ------------------ | ---- | ------ |
| Número de pessoas: | 1082 | 1086   |
| Diferença:         |      | +0,36% |